# Раствор (лекарственная форма)
Раство́р (лат. Solutio) — жидкая лекарственная форма, полученная растворением жидких, твёрдых или газообразных веществ в соответствующем растворителе. Растворы используют для внутреннего и наружного применения, а также для инъекций.
Растворы не следует путать с такими жидкими лекарственными формами, как суспензии, эмульсии, настойки и т. д. Растворы также могут применяться в виде капель, аэрозолей и спреев, микстур, сиропов.
Растворы бывают питьевые (Глиатилин, Имунорикс), для наружного применения (Фурацилин, Хлоргексидин) и для инъекций (Лидокаин, Новокаин).
В зависимости от растворителя, растворы подразделяются на водные, спиртовые, масляные (к примеру, масляные растворы для инъекции токоферола, прогестерона и т. д.).

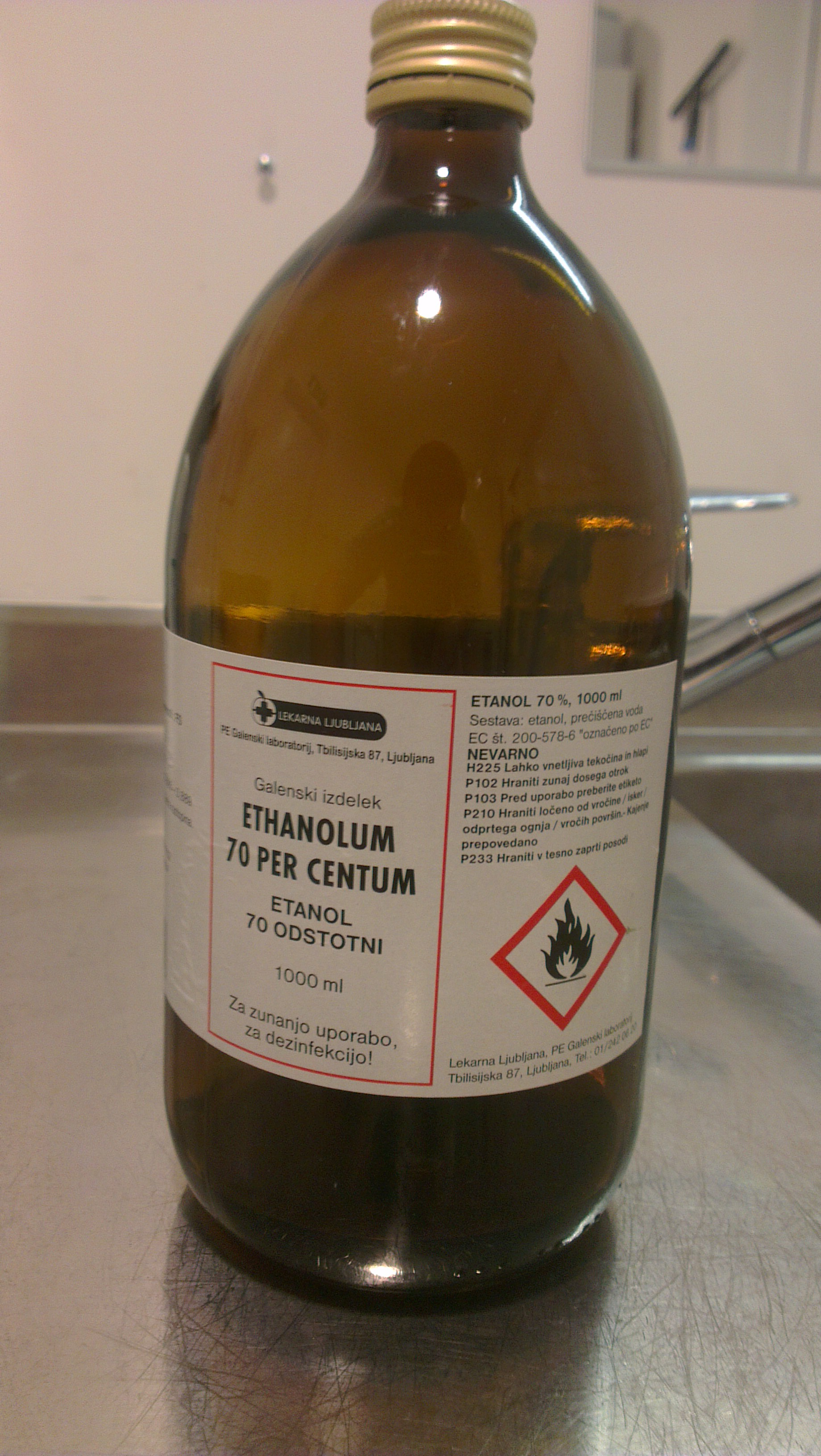
70 % водный раствор этанола в бутыли из тёмного стекла, применяемый также для дезинфекции кожи в месте прокола иглой
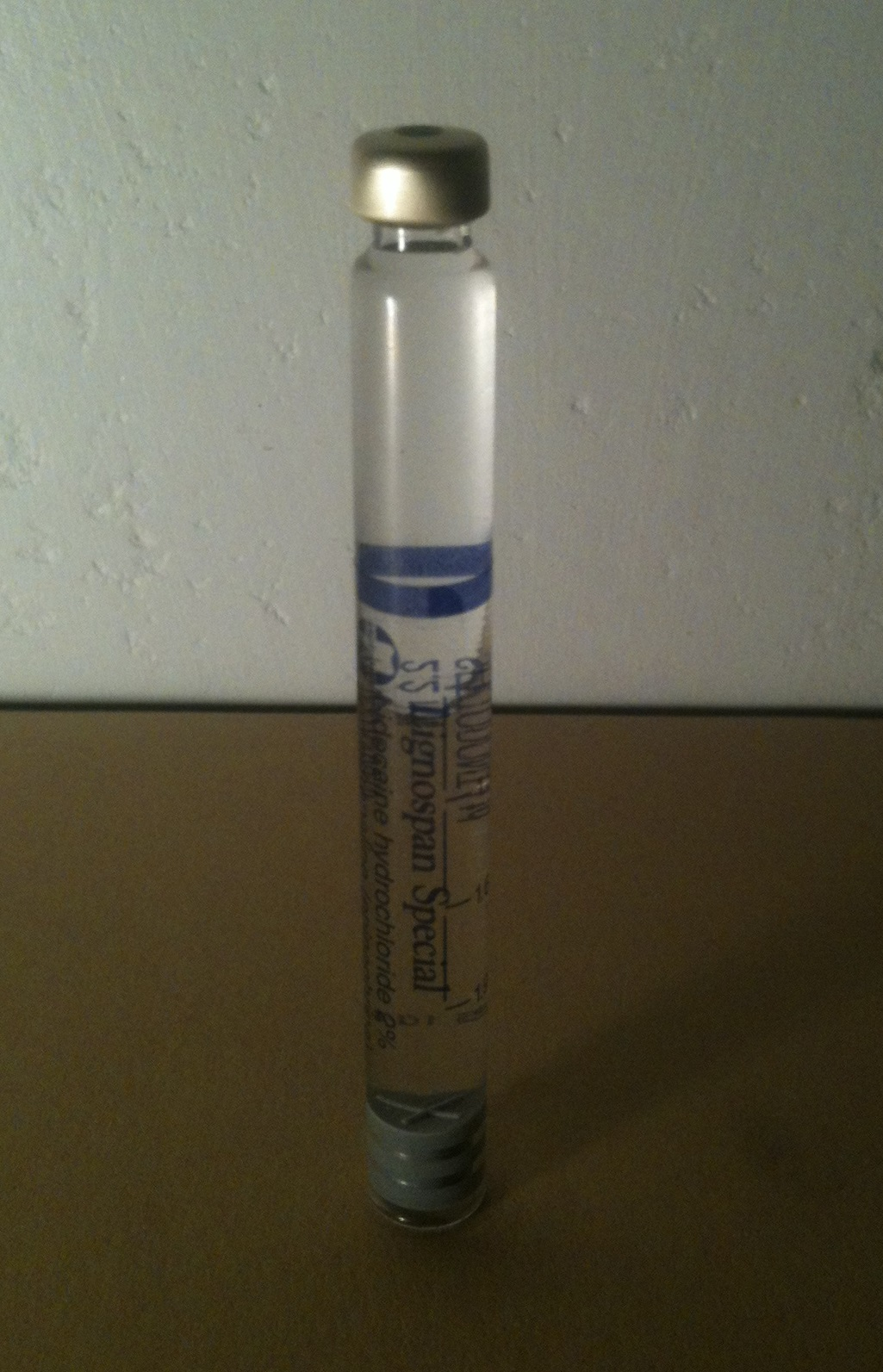
Стерильный 2 % раствор лидокаина гидрохлорида в одноразовом картридже для карпульного шприца
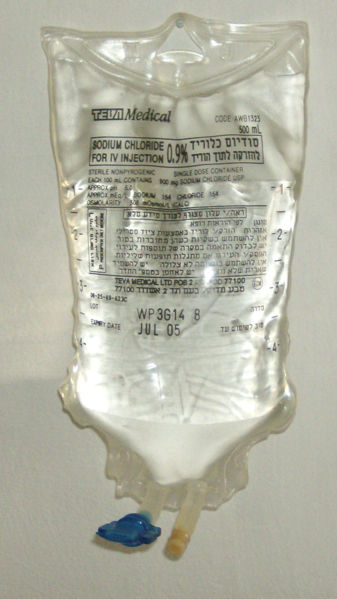
0,9 % стерильный изотонический раствор NaCl в полимерной мягкой ёмкости для внутривенной инфузии
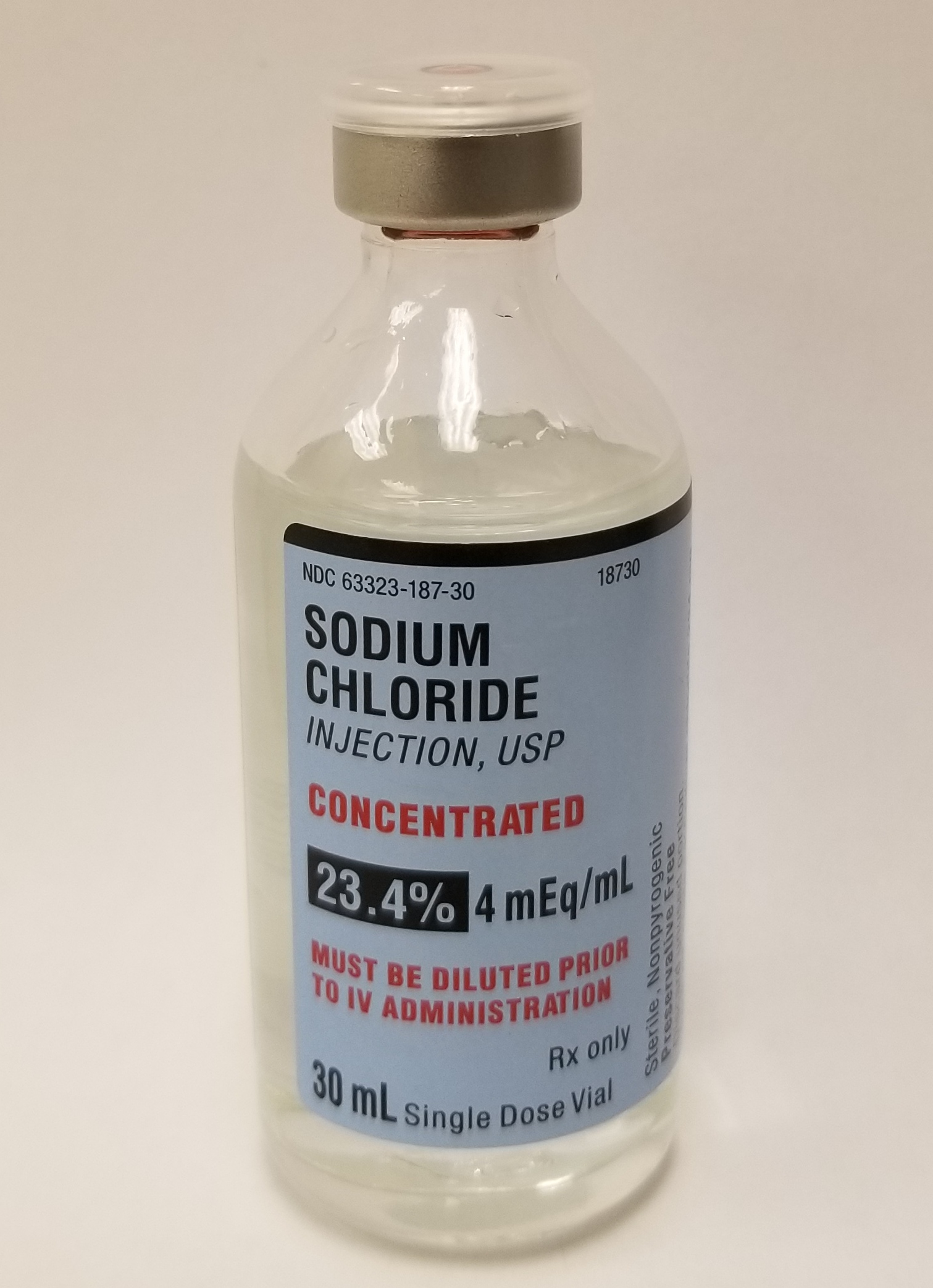
23,4 % гипертонический стерильный раствор NaCl для инъекций в стеклянном флаконе
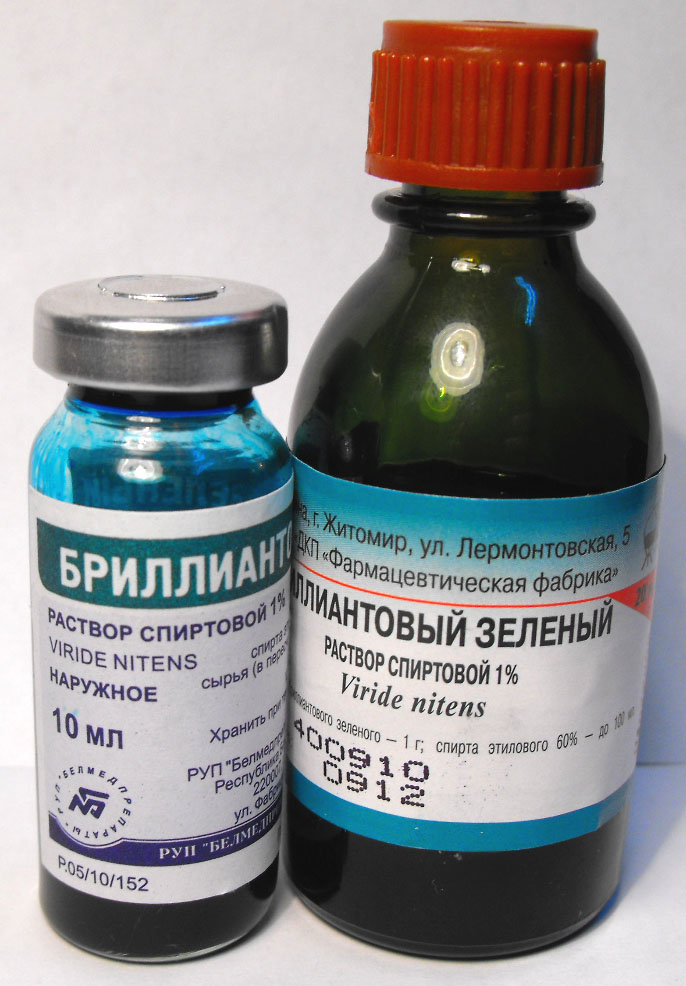
1 % спиртовые растворы бриллиантового зелёного для наружного применения в стеклянных флаконах
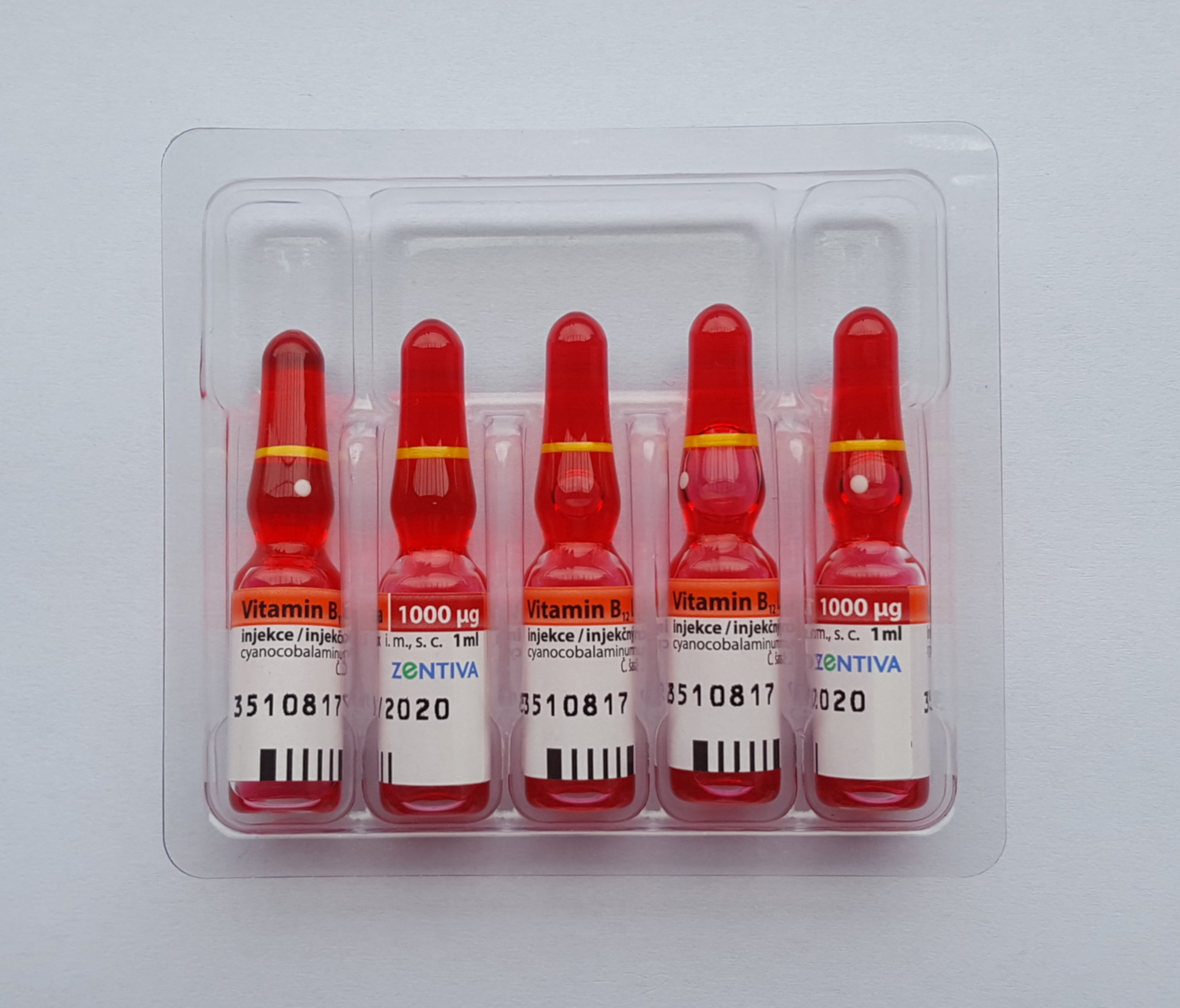
Ампулы по 1 мл раствора цианокобаламина содержащего 1000 мкг (1 мг) действующего вещества